# Холодна війна (фільм)
«Холодна війна» (пол. Zimna wojna) — копродукційний драматичний фільм 2018 року, поставлений польським режисером Павлом Павліковським. Світова прем'єра стрічки відбулася 10 травня 2018 року на 71-му Каннському міжнародному кінофестивалі, де вона брала участь в основній конкурсній програмі. Павел Павліковський здобув Приз за найкращу режисуру.
У вересні 2018 року фільм подали від Польщі як претендента на 91-шу премію «Оскар» Американської кіноакадемії в номінації за найкращий фільм іноземною мовою. У грудні 2018 року стрічка увійшла до короткого списку та в січні 2019 року отримала 3 номінації на «Оскар».

## Сюжет
У основі сюжету фільму події, які відбуваються на тлі холодної війни 1950-х років у Польщі, Берліні, Югославії та Парижі, пристрасна історія кохання між двома людьми різного походження й темпераменту, які надзвичайно несумісні, та все ж тягнуться одне до одного.

## У ролях
| • Йоанна Кулиг     | … | Зула               |
| • Томаш Кот        | … | Віктор             |
| • Борис Шиц        | … | Качмарик           |
| • Агата Кулєша     | … | Ірена              |
| • Седрік Кан       | … | Мішель             |
| • Жанна Балібар    | … | Джульєтта          |
| • Адам Ференци     | … | міністр            |
| • Адам Воронович   | … | консул             |
| • Адам Шишковський | … | табірний охоронець |
| • Джорджо Рейзакер | … | письменник         |

## Знімальна група
- Автори сценарію — Павел Павліковський, Януш Гловацький, Пйотр Борковський
- Режисер-постановник — Павел Павліковський
- Продюсери — Єва Пушчинська, Таня Сегачян
- Виконавчий продюсер — Пйотр Дзенцьол
- Асоційовані продюсери — Еліша Карміц, Натанаель Карміц
- Співпродюсер — Олів'є Пере
- Лінійні продюсери — Сільві Барте (Франція), Магдалєна Маліш
- Оператор — Лукаш Жаль
- Монтаж — Ярослав Камінський
- Художники-постановники — Марцель Славінський, Катажина Собанська-Стшалковська
- Художник з костюмів — Оля Сташко
- Художники-декоратори — Марцель Славінський, Катажина Собанська-Стшалковська
- Звук — Мацей Павловський, Мірослав Маковський

## Реліз
Планувалося, що фільм вийде в українському прокаті 1 листопада 2018 року, а українським дистриб'ютором виступить АТ. Згодом прем'єру перенесли на 6 грудня 2018 року, а дистриб'ютором стала компанія UFD.

## Нагороди та номінації
| Список нагород та номінацій                | Список нагород та номінацій | Список нагород та номінацій          | Список нагород та номінацій            | Список нагород та номінацій | Список нагород та номінацій |
| Кінофестиваль/Кінопремія                   | Рік                         | Категорія                            | Номінант(и)                            | Результат                   | Дж                          |
| ------------------------------------------ | --------------------------- | ------------------------------------ | -------------------------------------- | --------------------------- | --------------------------- |
| Каннський кінофестиваль                    | травень 2018                | Золота пальмова гілка                | Холодна війна                          | Номінація                   | [ 4 ]                       |
| Каннський кінофестиваль                    | травень 2018                | Приз за найкращу режисуру            | Павел Павліковський                    | Перемога                    | [ 6 ]                       |
| Міжнародний кінофестиваль у Сан-Себастьяні | 2018                        | Приз ФІПРЕССІ — Найкращий фільм року | Холодна війна                          | Номінація                   |                             |
| Міжнародний кінофестиваль у Торонто        | 2018                        | Приз «Народний вибір»                | Холодна війна                          | Номінація                   |                             |
| Кінофестиваль у Гдині                      | вересень 2018               | Золоті леви за найкращий фільм       | Холодна війна                          | Перемога                    | [ 15 ]                      |
| Кінофестиваль у Гдині                      | вересень 2018               | Нагорода за найкращий звук           | Мацей Павловський, Мірослав Маковський | Перемога                    | [ 15 ]                      |
| Кінофестиваль у Гдині                      | вересень 2018               | Нагорода за найкращий монтаж         | Ярослав Камінський                     | Перемога                    | [ 15 ]                      |
| Премія Спільноти кінокритиків Нью-Йорка    | 2018                        | Найкращий іноземний фільм            | Холодна війна                          | Перемога                    |                             |
| Європейський кіноприз                      | 15.12.2018                  | Найкращий європейський фільм         | Холодна війна                          | Перемога                    | [ 16 ]                      |
| Європейський кіноприз                      | 15.12.2018                  | Найкращий режисер                    | Павел Павліковський                    | Перемога                    | [ 16 ]                      |
| Європейський кіноприз                      | 15.12.2018                  | Найкращий актор                      | Томаш Кот                              | Номінація                   | [ 16 ]                      |
| Європейський кіноприз                      | 15.12.2018                  | Найкраща акторка                     | Йоанна Кулиг                           | Перемога                    | [ 16 ]                      |
| Європейський кіноприз                      | 15.12.2018                  | Найкращий сценарист                  | Павел Павліковський                    | Перемога                    | [ 16 ]                      |
| Європейський кіноприз                      | 15.12.2018                  | Найкращий режисер монтажу            | Ярослав Камінський                     | Перемога                    | [ 16 ]                      |
| Премія БАФТА                               | 10.02.2019                  | Найкращий неангломовний фільм        | Холодна війна                          | Номінація                   |                             |
| Премія БАФТА                               | 10.02.2019                  | Найкращий режисер                    | Павел Павліковський                    | Номінація                   |                             |
| Премія БАФТА                               | 10.02.2019                  | Найкращий оригінальний сценарій      | Павел Павліковський, Януш Ґловацький   | Номінація                   |                             |
| Премія БАФТА                               | 10.02.2019                  | Найкраща операторська робота         | Лукаш Жаль                             | Номінація                   |                             |
| Премія «Кришталевий глобус»                | 5.02.2019                   | Найкращий іноземний фільм            | Холодна війна                          | Номінація                   | [ 17 ]                      |
| Премія «Сезар»                             | 22.02.2019                  | Найкращий фільм іноземною мовою      | Холодна війна                          | Номінація                   | [ 18 ]                      |
| Премія «Оскар»                             | 24.02.2019                  | Найкращий фільм іноземною мовою      | Холодна війна                          | Номінація                   | [ 10 ]                      |
| Премія «Оскар»                             | 24.02.2019                  | Найкраща режисерська робота          | Павел Павліковський                    | Номінація                   | [ 10 ]                      |
| Премія «Оскар»                             | 24.02.2019                  | Найкраща операторська робота         | Лукаш Жаль                             | Номінація                   | [ 10 ]                      |
| Премія «Давид ді Донателло»                | 27.03.2019                  | Найкращий іноземний фільм            | Холодна війна                          | Номінація                   | [ 19 ]                      |